# М'ягков Андрій Васильович
Андрі́й Васи́льович М'ягко́в (рос. Андре́й Васи́льевич Мягко́в; 8 липня 1938, Ленінград, Російська РФСР — 18 лютого 2021, Москва, Росія) — радянський і російський актор театру і кіно, театральний режисер і педагог, автор детективної прози. Заслужений артист РРФСР (1976), Народний артист РРФСР (1986). Лауреат Державної премії СРСР ім. бр. Васильєвих (1977), Державної премії СРСР (1977). Кавалер ордена «За заслуги перед Вітчизною» III ступеня (травень 2019).

## Біографічні відомості
Народився 8 липня 1938 року, в професорській родині. Закінчив Ленінградський хіміко-технологічний інститут (1961) і Школу-студію МХАТу (1965, курс В. П. Маркова).
З 1965 р. працював у театрі «Современник».
З 1977 р. — актор МХАТ, потім — МХТ імені А. П. Чехова.
Режисер-постановник спектаклів у МХТ ім. Чехова:
- 1989 — «На добраніч, мамо» (Марк Норман)
- 2002 — «Ретро» (А. Галін)

Викладав у Школі-студії МХАТ.

## Смерть та похорон
Помер Андрій Мягков 18 лютого 2021 року в Москві на 83-му році життя. Причиною смерті стала гостра серцева недостатність. Прощання з актором відбулося в Москві 20 лютого 2021 року в МХТ ім. Чехова. Похорон відбувся того ж дня на Троєкуровському кладовищі.

## Громадянська позиція
Висловився на підтримку українців під час російської агресії проти України.

## Фільмографія

### Ролі у кінофільмах
- 1965 — «Пригоди зубного лікаря» — Сергій Петрович Чесноков
- 1966 — «Симфонія, народжена заново» — Вершинін, композитор
- 1967 — «Бідна Ліза» (фільм-спектакль) — Ераст
- 1968 — «Брати Карамазови» — Альоша
- 1969 — «Старий дім» — Олександр Герцен
- 1970 — «Срібні труби» — Аркадій Гайдар
- 1972 — «На дні» — Барон
- 1972 — «Нежданий гість» — Нечаєв Віталій Миколайович
- 1972 — «Гросмейстер» — Сергій Хлєбніков, гросмейстер
- 1973 — «Надія» — В. І. Ленін
- 1973 — «Моя доля» — Георгій Петрович Сабуров, чекіст
- 1975 — «Із записок Лопатіна» (фільм-спектакль) — В'ячеслав
- 1975 — «Страх висоти» — Антон Дмитрович Тихомиров, молодий вчений
- 1975 — «Іронія долі, або 3 легким паром» — Женя Лукашин (Державна премія СРСР, 1977)
- 1976 — «Ви мені писали...» — Юрій Звягін, телеведучий передачі
- 1976 — «Відпустка, яка не відбулася» — Юрій
- 1976 — «Дні Турбіних» — Олексій Васильович Турбін
- 1977 — «Сідай поруч, Мішка!» — тато Генки
- 1977 — «Службовий роман» — Новосельцев
- 1979 — «Ранковий обхід» — Лев Сергійович Нечаєв, хірург, завідувач відділення
- 1979 — «Активна зона» — секретар обкому
- 1979 — «Прийміть телеграму в борг» — батько Ліньова
- 1980 — «Гараж» — Хвостов
- 1980 — «Розслідування» — Єрмілов, полковник міліції, слідчий
- 1983 — «Летаргія» — Вадим Сергійович Бекасов, завідувач відділу НДІ
- 1983 — «Післямова» — Швирков Володимир Сергійович, зять
- 1983 — «Парк» — епізод
- 1983 — «Озирнись» — Андрій Степанович, психолог
- 1983 — «Не було б щастя...» — Анатолій Бредньов («Аскольд»), журналіст
- 1984 — «Жорстокий романс» — Карандишев
- 1985 — «Смуга перешкод» — Віктор Петрович Корабельников
- 1986 — «Людина, яка брала інтерв'ю» — професор Нелі
- 1986 — «Від зарплати до зарплати» — Павліщев
- 1986 — «Остання дорога» — Дубельт
- 1987 — «Ваш спеціальний кореспондент» — Іон Михайлович Браніште, спеціальний кореспондент
- 1987 — «Перекид через голову» — Юрій Георгійович Жуков, тато Асі
- 1987 — «Вільне падіння» — слідчий
- 1987 — «Сильніше за всіх інших велінь» — О. І. Герцен
- 1991 — «Чи винна я?» — Борисов
- 1992 — «На Дерибасівській гарна погода, або На Брайтон-Біч знову йдуть дощі» — ватажок російської мафії на прізвисько «Артист»
- 1993 — «Осінні спокуси» — Пауль Ландмайер
- 1998 — «Контракт зі смертю» — професор Гліб Сергійович Ігнатовський
- 2001 — «Оповідь про Федота-Стрільця» — цар
- 2004 — «32 грудня» — Сергій Петрович
- 2006 — «Хто приходить у зимовий вечір...» — Микола Іванович Філаретов
- 2007 — «Іронія долі. Продовження» — Євген Михайлович Лукашин
- 2010 — «Туман розсіюється» — В. О. Крючков

### Знявся в стрічках українських кіностудій
- «Відпустка, яка не відбулася» (1976, Юрій Андрійович, дитячий кардіохірург; Одеська кіностудія)
- «Гонки по вертикалі» (1982, т/ф, 3 с, Станіслав Тихонов; кіностудія ім. Довженка)
- «4:0 на користь Тетянки» (1982, Петро Семенович, директор школи; Одеська кіностудія)
- «Не було б щастя...» (1982, т/ф, Аскольд, журналіст; кіностудія ім. Довженка)
- та інші…

### Озвучування
- «Фантазія на тему любові» (1980, Олександр — роль, що виконана фігуристом Юрієм Овчинниковим)
- «Привіт, дурні!» (1996, Юра Каблуков (Каблук), а також Огюст Дерулен — роль В'ячеслава Полуніна)

### Режисер
- «Ретро» (2002, фільм-спектакль)